# بي فور يو موفيز
بي فور يو موفيز (بالإنجليزية: B4U Movies)‏ هي قناة تلفزيونية رقمية للأفلام الهندية مجانية ومقرها في مومباي ومتوفرة على أكثر من 8 أقمار صناعية مختلفة في أكثر من 100 دولة بما في ذلك الولايات المتحدة والمملكة المتحدة وأوروبا والشرق الأوسط وأفريقيا وموريشيوس وكندا والهند. تبث القناة مزيجا من الأفلام الهندية الكلاسيكية والمعاصرة.

## روابط خارجية
- موقع رسمي